# Tom Clancy's The Division
Tom Clancy's The Division is een massively multiplayer online third-person shooter. Het spel werd ontwikkeld door Ubisoft Massive, Ubisoft Reflections, Ubisoft Red Storm en Ubisoft Annecy. Het spel is door Ubisoft uitgegeven en is op 8 maart 2016 uitgebracht voor PlayStation 4, Windows en Xbox One.

## Synopsis
New York wordt geteisterd door een pandemie. Een geheim team, "The Strategic Homeland Division" (SHD), kortweg The Division, wordt ingeschakeld om de stad te redden.

## Ontwikkeling
Ubisoft kondigde het spel aan op een persconferentie tijdens de E3 van 2013 in Los Angeles met een begeleidende trailer. Ubisoft legde uit dat spelers hun vrienden tactische steun zouden kunnen geven met een companion-app op mobiele toestellen. Met die app zou een drone kunnen worden bestuurd waarmee vijanden kunnen worden 'getagd'. Later werd deze app echter geannuleerd, omdat Ubisoft meende dat dit het competitieve aspect van de PvP-zone in gevaar zou brengen.
The Division werd in eerste instantie ontwikkeld voor de PlayStation 4 en Xbox One. Na de aankondiging van het spel verklaarde Ubisoft echter op zijn officiële Twitterpagina dat andere platformen in de toekomst niet werden uitgesloten. Op 20 augustus 2013 kondigde Ubisoft aan dat het spel ook uitgebracht zou worden voor de pc.
Het spel werd al verschillende keren uitgesteld, maar op de E3 van 2015 werd aangekondigd dat het spel op 6 maart 2016 zou worden uitgebracht. Ook werd tijdens deze Expo een PvP-zone aangekondigd, genaamd "Dark Zone".

## Bèta-versie
Op 28 januari 2016 kwam de gesloten bèta uit voor de Xbox One-versie en op 29 januari voor zowel de PS4- als de pc-versie. De gesloten bèta was alleen voor hen die het spel vooraf hadden besteld. Op 18 februari kwam de open bèta uit voor Xbox One en duurde tot en met 22 februari. Voor de PS4- en pc-versie was de open bèta beschikbaar van 19 februari tot en met 22 februari.